# Vasco de Almeida e Costa
Vasco Fernando Leotte de Almeida e Costa (ur. 26 lipca 1932 w Lizbonie, zm. 25 lipca 2010 tamże) – portugalski polityk, oficer, minister, p.o. premiera, gubernator Makau.

## Życiorys
Od 19 września 1975 był ministrem spraw wewnętrznych w rządzie José Baptista Pinheiro de Azevedo. Od 23 czerwca 1976 do 23 lipca 1976 zastępował premiera, który w ciągu 11 dni dwukrotnie doznał zawału serca.
Od 16 czerwca 1981 do 15 maja 1986 był gubernatorem Makau.